# Cauchas
Cauchas är ett släkte av fjärilar som beskrevs av Philipp Christoph Zeller 1839. Cauchas ingår i familjen antennmalar.
Kladogram enligt Dyntaxa:
| Cauchas | \| \| Cauchas breviantennella \| \| \| \| \| \| Cauchas fibulella \| \| \| \| \| \| Cauchas rufifrontella \| \| \| \| \| \| Cauchas rufimitrella \| \| \| \| |
|         | \| \| Cauchas breviantennella \| \| \| \| \| \| Cauchas fibulella \| \| \| \| \| \| Cauchas rufifrontella \| \| \| \| \| \| Cauchas rufimitrella \| \| \| \| |
|         | Adela |
|         | |
|         | Nematopogon |
|         | |
|         | Nemophora |
|         | |
|         | Cauchas breviantennella |
|         | |
|         | Cauchas fibulella |
|         | |
|         | Cauchas rufifrontella |
|         | |
|         | Cauchas rufimitrella |
|         | |

|  | Cauchas breviantennella |
|  |                         |
|  | Cauchas fibulella       |
|  |                         |
|  | Cauchas rufifrontella   |
|  |                         |
|  | Cauchas rufimitrella    |
|  |                         |

## Bildgalleri

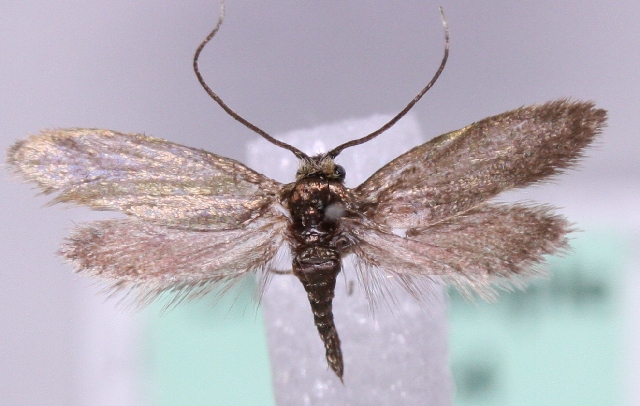
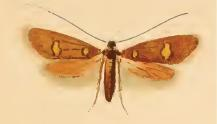
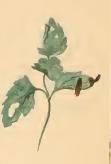
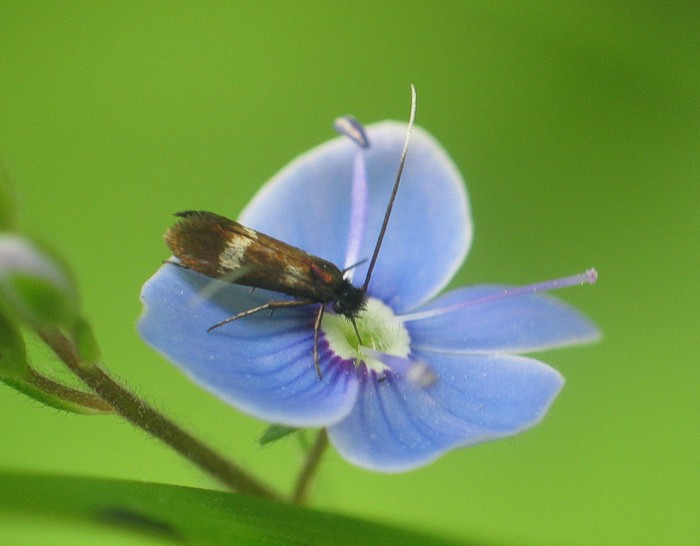
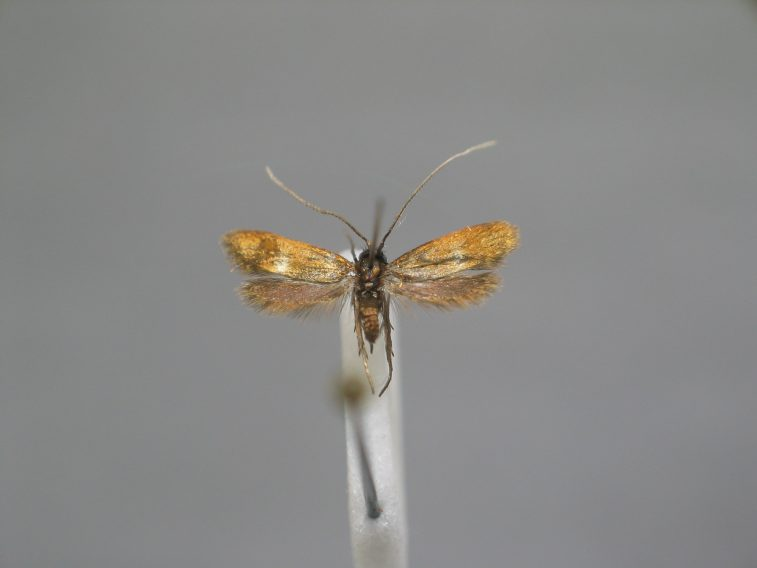
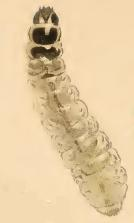